# Danny Koevermans
Danny Koevermans (ur. 1 listopada 1978 w Schiedam) – holenderski piłkarz grający na pozycji napastnika.

## Kariera klubowa
Koevermans jest wychowankiem małego klubu Excelsior'20 pochodzącego z jego rodzinnego miasta Schiedam. Następnym klubem w karierze była Sparta Rotterdam. W 2000 roku został włączony do kadry pierwszego zespołu, a w Eredivisie zadebiutował 10 września w przegranym 3:5 domowym meczu z RBC Roosendaal, jednak w całym sezonie na boisku pojawił się tylko 4-krotnie. W sezonie 2001/2002 Sparta pod okiem trenerów Wima van Hanegema a później Franka Rijkaarda spisała się słabo w lidze i została zdegradowana po raz pierwszy w historii do Eerste divisie. Podczas gry na drugim froncie Koevermans popisywał się wysoką skutecznością. W sezonie 2002/2003 strzelił aż 25 goli, w 2003/2004 – 15 goli, a w 2004/2005 – 24 gole. W tym ostatnim znaczne przyczynił się do powrotu Sparty do ekstraklasy Holandii po 3 latach przerwy.
Latem 2005 Koevermans podpisał kontrakt z AZ Alkmaar. O miejsce w ataku rywalizował z Szotą Arweładze, Stijnem Huysegemsem oraz Kennethem Perezem. Co prawda był przeważnie rezerwowym, ale wchodząc z ławki także zdobywał bramki. W całym sezonie zdobył 9 goli w lidze oraz 1 w Pucharze UEFA, w którym dotarł z AZ do 1/16 finału (zespół odpadł po dwumeczu z Realem Betis). W lidze z zespołem z Alkmaaru zajął 2. miejsce, jednak drużyna nie zdołała awansować do Ligi Mistrzów. Latem 2006 z zespołu odeszli Huysegems oraz Perez i Koevermans został napastnikiem pierwszej jedenastki. Od początku sezonu utrzymywał wysoką skuteczność i strzelił 22 gole, przegrywając tytuł króla strzelców z Brazylijczykiem Afonso Alvesem (34 gole). W lidze zajął z AZ 3. miejsce.
W 2007 roku Koevermans przeszedł do PSV. W sezonie 2007/2008 wywalczył z nim mistrzostwo Holandii. W latach 2011–2013 grał w Toronto FC, a karierę kończył w 2014 roku w FC Utrecht.
| Sezon   | Klub             | Kraj     | Rozgrywki      | Mecze | Bramki |
| ------- | ---------------- | -------- | -------------- | ----- | ------ |
| 2000/01 | Sparta Rotterdam | Holandia | Eredivisie     | 4     | 0      |
| 2001/02 | Sparta Rotterdam | Holandia | Eredivisie     | 23    | 7      |
| 2002/03 | Sparta Rotterdam | Holandia | Eerste divisie | 34    | 25     |
| 2003/04 | Sparta Rotterdam | Holandia | Eerste divisie | 20    | 15     |
| 2004/05 | Sparta Rotterdam | Holandia | Eerste divisie | 29    | 24     |
| 2005/06 | AZ Alkmaar       | Holandia | Eredivisie     | 21    | 9      |
| 2006/07 | AZ Alkmaar       | Holandia | Eredivisie     | 31    | 22     |
| 2007/08 | PSV Eindhoven    | Holandia | Eredivisie     | 29    | 14     |
| 2008/09 | PSV Eindhoven    | Holandia | Eredivisie     | 26    | 8      |
| 2009/10 | PSV Eindhoven    | Holandia | Eredivisie     | 22    | 11     |
| 2010/11 | PSV Eindhoven    | Holandia | Eredivisie     | 14    | 1      |
| 2011    | Toronto FC       | Kanada   | MLS            | 10    | 8      |
| 2012    | Toronto FC       | Kanada   | MLS            | 16    | 9      |
| 2013    | Toronto FC       | Kanada   | MLS            | 4     | 0      |
| 2013/14 | FC Utrecht       | Holandia | Eredivisie     | 3     | 0      |

## Kariera reprezentacyjna
W reprezentacji Holandii Koevermans zadebiutował 28 marca 2007 roku za selekcjonerskiej kadencji Marco van Bastena, w wygranym 1:0 towarzyskim meczu z reprezentacją Słowenii. W 73. minucie tego meczu zmienił Ryana Babela.